# Harrisia fernowii
Harrisia fernowii ist eine Pflanzenart in der Gattung Harrisia aus der Familie der Kakteengewächse (Cactaceae). Das Artepitheton fernowii ehrt den US-amerikanischen Förster Bernhard Eduard Fernow (1851–1923).

## Beschreibung
Harrisia fernowii wächst mit mehrfach verzweigten, hellgrünen Trieben von bis zu 2,5 Zentimeter Durchmesser und erreicht Wuchshöhen von 2,5 bis 3 Meter. Es sind neun nicht sehr hervorstehende, seicht gekerbte Rippen vorhanden. Die acht bis elf hellbraunen Dornen besitzen eine dunklere Spitze und sind bis zu 6 Zentimeter lang.
Die Blüten weisen eine Länge von bis zu 20 Zentimeter auf. Ihre Blütenröhre und das Perikarpell sind mit spitzen, 1 bis 2 Zentimeter langen Schuppen und Büscheln aus langen, braunen Haaren besetzt.

## Verbreitung und Systematik
Harrisia fernowii ist auf Kuba verbreitet.
Die Erstbeschreibung durch Nathaniel Lord Britton wurde 1909 veröffentlicht.

## Nachweise

## Weiterführende Literatur
- Alan R. Franck: Typification of Harrisia fernowii (Cactaceae). In: Phytoneuron. Nummer 2014-9, 2014, S. 1 (PDF).